# File (lied)
File is een lied uit 1976 van André van Duin op de melodie van Feelings van Morris Albert. Van Duin nam het op als voorbode van het serieuze album And're André, maar het kan nog enigszins als een compromis worden opgevat. Tijdens zijn bezoek aan de Toppop-studio zette Van Duin zijn tanden in meerdere van de opgestelde snoepauto's en voor Tros Aktua ging hij de snelweg op in een opmerkelijk voertuig, de Messerschmitt Kabinenroller. De single bereikte in de Nederlandse Single Top 100 een 25ste plaats, terwijl het de Nederlandse Top 40 niet haalde en in de Tipparade op een derde plaats bleef steken.

## NederlandseSingle Top 100
| Hitnotering: 01-05-1976 t/m 15-05-1976 | Hitnotering: 01-05-1976 t/m 15-05-1976 | Hitnotering: 01-05-1976 t/m 15-05-1976 | Hitnotering: 01-05-1976 t/m 15-05-1976 | Hitnotering: 01-05-1976 t/m 15-05-1976 |
| Week:                                  | 1                                      | 2                                      | 3                                      |                                        |
| -------------------------------------- | -------------------------------------- | -------------------------------------- | -------------------------------------- | -------------------------------------- |
| Positie:                               | 28                                     | 25                                     | 30                                     | uit                                    |

## Evergreen Top 1000
| Evergreen Top 1000 "File" | Evergreen Top 1000 "File" | Evergreen Top 1000 "File" | Evergreen Top 1000 "File" | Evergreen Top 1000 "File" | Evergreen Top 1000 "File" | Evergreen Top 1000 "File" | Evergreen Top 1000 "File" | Evergreen Top 1000 "File" | Evergreen Top 1000 "File" | Evergreen Top 1000 "File" |
| Jaar                      | 2008                      | 2009                      | 2010                      | 2011                      | 2012                      | 2013                      | 2014                      | 2015                      | 2016                      | 2017                      |
| ------------------------- | ------------------------- | ------------------------- | ------------------------- | ------------------------- | ------------------------- | ------------------------- | ------------------------- | ------------------------- | ------------------------- | ------------------------- |
| Positie                   | 960                       | 854                       | -                         | -                         | -                         | -                         | -                         | -                         | -                         | -                         |

## Belt U maar
Op de B-kant stond het nummer Belt U maar, een liedje waarbij het zogenaamd mogelijk was telefonisch te reageren als men het niet eens was met de tekst, waarna Van Duin de tekst steeds aanpaste overeenkomstig het commentaar van de bellers, die ook door Van Duin werden gespeeld. 
Dit leidde tot een nummer dat begon over Chinezen waar iemand bezwaar tegen heeft en het wordt veranderd in Belgen wat weer niet kan vanwege de belgenmoppen. Daarna worden het Nederlanders die op de paarse hei lopen waartegen een natuurliefhebber bezwaar heeft. Daarna lopen ze gewoon op straat en hebben het eerst over Ajax maar een Ajaxfan heeft bezwaar waarna het gesprek over voetbal in het algemeen gaat. Ze drinken eerst een pils maar omdat volgens een stomdronken beller alcohol slecht voor de gezondheid is, drinken ze daarna koffie. De een woont op een mooie flat en de ander op een heerlijk hoffie waar een langdurig woningzoekende weer bezwaar tegen heeft. Daarna drinken ze hun koffie, de een  met een koekje en de ander met een toffie, die volgens een beller weer slecht zijn voor het gebit. Uiteindelijk drinken ze dan thee met een koekje en een van hen zelfs met twee koekjes. 
Daarna stappen ze in de auto maar vergeten hun autogordel om te doen waar Veilig Verkeer Nederland bezwaar tegen heeft. Ze doen de gordel alsnog aan en roken een sigaartje, waar een flink hoestende en kuchende beller bezwaar tegen heeft. Daarna nemen ze een snoepje maar Van Duin nam de telefoon niet op en veranderde het snoepje gelijk in een appel en een banaan. Vervolgens rijden ze naar de Betuwe richting Tiel maar dat vindt iemand weer sluikreclame voor jam. Tussendoor belt er ook nog iemand op die verkeerd verbonden is. Uiteindelijk rijden ze kriskras door het land en komen op een nudistenstrand. Ook dat kan niet en daarna komen ze op een gewoon strand, waar twee dames in bikini liggen, vervolgens in in een badpak en daarna ook met een jas aan, die liggen te zonnen.
Aan het eind van het nummer wordt Van Duin gebeld door iemand van de vereniging van Nederlandse tekstschrijvers, die zijn liedje weinig inhoud vindt hebben. Hij zou het beter vinden als het over Chinezen of over Belgen zou gaan, die op de paarse hei lopen, het over Ajax hebben, koffie met een toffie drinken, hun autogordels niet om doen, sigaartje roken, snoepje eten, jam en op een nudistenstrand komen waar allerlei meisjes in bikini liggen. Hij vindt het maar een onbenullig lied waarna Van Duin wanhopig wordt en er de brui aangeeft.

### Belt u maar 2
In 2006 verscheen in het theaterprogramma van Van Duin een nieuwe, iets modernere en aangepaste, versie waarbij Ron Brandsteder het lied zong en Van Duin de "inspraaktelefoon" opnam waarbij het publiek in de zaal zogenaamd kon reageren. 